# Брезно (Подвелка)
Брезно (словен. Brezno) је насељено место у општини Подвелка, Корушка регија, Словенија.

## Историја
До територијалне реорганизације у Словенији било је у саставу старе општине Радље об Драви.

## Становништво
У попису становништва из 2011. године, Брезно је имало 466 становника.
| Број становника према пописима | Број становника према пописима | Број становника према пописима |
| ------------------------------ | ------------------------------ | ------------------------------ |
| 1991                           | 2002                           | 2011                           |
| 518                            | 472                            | 466                            |

## Галерија
- табла на улазу у Брезно
- детаљ
- архитектура
- Драва код Брезног
- цеста ка Марибору, пејзаж
- Радељско поље
- месно гробље